# Latorica
Latorica (mađ. Latorca, slk. Latorica, ukr. Латориця) je rijeka, koja izvire u ukrajinskim Karpatima, u blizini sela Latorka. Ona teče iz Ukrajine (156,6 km) ka Slovačkoj (31,4 km), ukupno 188 km, kroz gradove Svaliava, Mukacheve, Solomonovo, Chop i Veľké Kapušany. Površina porječja je 3.130 km². Spajanjem s Ondavom čini rijeku Bodrog.

## Vanjske poveznice
|  | Zajednički poslužitelj ima još gradiva o temi Latorica |